# Уайна-Потосі
Уайна-Потосі (ісп. Huayna Potosí) — гора в Болівії, роташована за 25 км на північ від міста Ла-Пас, в хребті Кордильєра-Реаль. Ця вкрита вічними снігами вершина є однією з найвидовищніших та найвідоміших вершин країни.
Перше сходження на гору було здійснене в 1919 році німцями Рудольфом Дінстом і Адольфом Шульце. Цю вершину часто називають «найлегшим шеститисячником у світі». Проте, найлегший маршрут вимагає проходу по оголених скелях і секціях помірно крутого льоду, що мають рейтинг UIAA PD. Багато шеститичячників в дійсності легші для сходження з точки зору технічної складності. Головною причиною титулу «найлегшої» гора отримала через те, що початок маршруту знаходиться лише на 1400 м нижче за вершину, до якого легко добратися з міста Ла-Пас, який вже знаходиться на висоті за 3600 м над рівнем моря, що також дозволяє легку акліматизацію.